# Карапетян, Геворг Гагикович
Гево́рг Га́гикович Карапетя́н (арм. Գեւորգ Գագիկի Կարապետյան; 10 июня 1990, Ереван, Армянская ССР, СССР) — армянский футболист, нападающий. Выступал в молодёжной сборной Армении.

## Клубная карьера
Увлечением футболом началось у Карапетяна в шестилетнем возрасте. Отец Гагик Карапетян хотел, чтобы сын пошёл в другой вид спорта и стал легкоатлетом, но интересы у юного Геворга были иными. С 9 лет начал плодотворно заниматься футбольному искусству. Занимался в местной школе «Ведра».

### Арарат (Ереван)
В 16 лет Карапетяна заприметили в «Арарате» и заключили контракт. В период с 2006 по 2008 года выступал за дублирующий клуб, в котором выступал под 11-м номером. В первом же сезоне стал лучшим бомбардиром с 8-ю мячами. В первенстве 2007 года играл практически в каждом туре, однако выходил либо с начала второго тайма, либо в конце. В следующем сезоне завоевал место в основе дубля, за который провёл 25 матчей из 28-ми.
В начале 2009 года «Арарат-2» расформировали и часть игроков перешла в основной клуб, среди которых был и Геворг Карапетян. Первый матч за «Арарат» провёл в 7-м туре в домашней игре против «Улисса», в котором «Арарат» проиграл со счётом 0:1.. Карапетян, некоторое время, играл через тур выходя на замену. В середине чемпионата он утратил и этот варианты выступления за «Арарат». Однако ближе к окончанию чемпионата вновь начал выходить на замену, а после и в основном составе. Выступал под 22-м номером.
В период межсезонья отличился практически во всех матчах. В сезоне 2010 года являлся одним из основных игроков в клубе, на которых была сделана ставка по возвращению клуба в Премьер-лигу. В итоге Карапетян стал лучшим бомбардиром первой лиги с 20-ю мячами, а «Арарат» занял 1 место и вышел в Премьер-лигу. С возвращением в элиту, трудность с реализацией резко сократилась. Виной тому послужило временное неучастие в начале сезона, а последующие игры Карапетян проводил не на позиции нападающего, а с краю. В 23 проведённых играх забил всего 2 гола, но выделился своей агрессивной игрой в нападении, что не осталось незамеченным со стороны тренеров сборной Армении и селекционеров других клубов.

### Бананц
В середине февраля 2012 года стало известно о заключении контракта с «Бананцем». Срок действия контракт 3 года.

## Достижения
- «Арарат» (Ереван)
- командные:
  - Обладатель Суперкубка Армении: 2009
- личные:
  - Лучший бомбардир Первой лиги Армении: 2010
- «Бананц»
- командные:
  - Чемпион Армении: 2014
  - Обладатель Суперкубка Армении: 2014

## Личная жизнь
Родители — Гагик и Тамара. Не женат. Свободное время любит проводить в кругу семьи и друзей.